# FK Novi Pazar
FK Novi Pazar nogometni je klub iz Novog Pazara koji se trenutačno natječe u Superligi Srbije.

## O klubu
Klub je osnovan 1928. godine pod nazivom FK Sandžak, a kasnije mijenja naziv u FK Deževa. 1962. godine se Deževa spaja s klubom Ras te klub dobiva naziv FK Novi Pazar. 1984. godine Novi Pazar osvaja Srpsku republičku ligu i  Amatersko prvenstvo Jugoslavije, te ulazi u Drugu saveznu ligu, u kojoj u prvoj sezoni – 1984./85., osvaja 2. mjesto u skupini Istok. Sljedećih desetljeća je uglavnom drugoligaš, a konačno postaje prvoligaš 2011. godine, kada ulazi u Superligu Srbije, u kojoj nastupa do 2017. godine. Ponovo se vraća u Superligu Srbije u 2020. godini.

## Uspjesi

### FNRJ / SFRJ
Druga savezna liga
- doprvak: 1984./85. (Istok)

Amatesko prvenstvo Jugoslavije
- prvak: 1984.

Republička liga Srbije
- prvak: 1983./84.

### SRJ / SiCG
Srpska liga – Morava
- prvak: 2002./03.

## Poveznice
- fknovipazar.rs, neaktivna službene stranice
- fknovipazar.rs, službene stranice, wayback arhiva
- srbijasport.net, FK Novi Pazar, profil kluba
- srbijasport.net, FK Novi Pazar, rezultati po sezonama